# Friedensbrücke
Friedensbrücke (také: Syratalviadukt, Syratalbrücke, dříve: Friedrich-August-Brücke, Friedrich-Ebert-Brücke) je silniční obloukový most v Plavně v Sasku, v Německu, podél ulice Friedenstraße, přes potok Syra a ulice Dobenaustraße a Zufahrt Sternquell.

## Historie
O potřebě postavit most přes potok Syru se začalo mluvit v roce 1886 a v roce 1901 bylo vypsáno výběrové řízení. Bylo předloženo 23 návrhů, z toho šest železných konstrukcí a šestnáct betonových nebo železobetonových konstrukcí. Byl zvolen design C. Liebold & Co., která počítala s mostem z kamene a cementové malty se třemi oblouky po 35, 52 a 35 metrech. Město tuto nabídku přijalo, protože cena byla stejná jako u železné konstrukce, ale náklady na údržbu byly nižší. V roce 1902 předložila firma C. Liebold & Co. vzhledem k podmínkám založení a ve spolupráci s městskou správou další nabídku, která zahrnovala stavbu s jedním obloukem o délce 90 metrů. Zakázka byla nakonec přijata na základě tohoto návrhu, a to i proto, že most by byl stavbou s největším přírodním kamenným obloukem na světě. Stavba byla zahájena 26. března 1903 a od 21. srpna 1903 do 8. listopadu 1903 byl vztyčen mostní oblouk. Dne 24. srpna 1905 byla stavba za přítomnosti krále Friedricha Augusta III. předána do užívání. V roce 1913 bylo zábradlí zajištěno proti přelezení, protože počet sebevražd byl velmi vysoký. V roce 1923 byl most renovován a v roce 1933 byl uzavřen.
V roce 1945, těsně před koncem války, byl most zasažen bombami, které zničily asi 40 % konstrukce, ale most se nezřítil. Dne 7. srpna 1945 byl přejmenován na Friedrich-Ebert-Brücke. V letech 1946–1949 byly poškozené části rekonstruovány. Dne 22. prosince 1949 byl provoz obnoven. Kvůli poškození však již nebyl využíván tramvajemi. V roce 1973 byl název změněn na Friedensbrücke[2].
V roce 1994 byla stavba památkově chráněna a do roku 1995 renovována. V letech 2001 až 2004 byl znovu renovován.
Náklady na výstavbu původní stavby činily 487 000 marek na samotnou stavbu a 250 000 marek na nákup pozemku. Při stavbě bylo použito 60 % přírodního kamene z místních zdrojů (lámaná břidlice) a 40 % cementové malty.
Mezi odstraněním bednění a otevřením pro dopravu se most sesedl o 16,4 cm. Do konce roku 1905 sesedl o dalších 5,2 cm a v roce 1997 to bylo celkem 44 cm. Od roku 1905 se most sesedá v průměru o 2 mm ročně.

### Technické údaje mostu
- délka: 136 m
- celková šířka: 17,00 m,
- šířka oblouku: 16,00 m,
- rozpětí oblouku: 90,00 m,
- tloušťka oblouku: 1,50 - 4,00 m,
- šířka chodníku: 2 × 3 m,
- plocha mostu: 2 460 m².

### Opravy
Kvůli poškození těsnění a postupnému sesedání koruny byl most do roku 1945 několikrát opravován:
- 1913 - Zvedání vozovky
- 1923 - Injektáž obloukového zdiva
- 1934 - Odstranění zásypu ve střední části oblouku a nové utěsnění
- 1938 - instalace pohyblivých kloubů
- 1945 - na konci války (2. světová válka) byla mostní konstrukce zčásti vážně poškozena.
- 1946 - odstranění škod po bombách
- 1991 - výměna dlážděné vozovky za asfaltovou.
- 2001 - Základní oprava